# عشرة (فلم 1979)
عشرة (بالإنجليزية: 10) فيلم كوميدي رومانسي أمريكي لعام 1979 من تأليف وإنتاج وإخراج بليك إدواردز وبطولة دودلي مور وجولي أندروز وروبرت ويبر وبو ديريك. كان الفيلم في ذلك الوقت يعتبر فيلمًا محددًا للاتجاهات trend-setting film (يخلق اتجاه سينمائي يحتذى به) وكان أحد أكبر أفلام شباك التذاكر لعام 1979. تدور أحداث الفيلم حول رجل في منتصف العمر أصبح مفتونًا بشابة لم يقابلها من قبل، مما أدى إلى مطاردة كوميدية ومواجهة في المكسيك.

## طاقم التمثيل
دودلي مور: في دور جورج ويبر
جولي أندروز: في دور سامانثا تايلور
بو ديريك: في دور جيني هانلي
روبرت ويبر: في دور هيو
دي والاس: في دور ماري لويس
سام جيه جونز: في دور ديفيد هانلي
نيدرا فولز: في دور السيدة كيسيل
بريان دنيهي: في دور دون، نادل
ماكس شوالتر: في دور القس
بيتر سيلرز: في دور عازف الدرامز في النادي الليلي (ظهور خاطف أو ظهور كاميو)

## أحداث الفيلم
تقيم الممثلة سامانثا تايلور (جولي أندروز) حفلة عيد ميلاد لصديقها المؤلف الموسيقي الثري المعروف جورج ويبر (دودلي مور) لبلوغه الثانية والأربعين، ويجد جورج أنه يتأقلم بشكل سيء مع بداية منتصف العمر. يلمح جورج من سيارته عروسًا (بو ديريك) ويصبح مهووسًا بجمالها على الفور، ويصنف هوسه بجمالها بدرجة "11" على مقياس الهوس الذي درجته القصوى هي "10". يتبع جورج موكب العروس إلى الكنيسة ويراقبها من مكان غير ظاهر، ولكنه يتعرض للدغة نحلة، ويكاد أن يعطل مراسم الزفاف. يقابل جورج القس، ويعرف أن العروس هي جيني مايلز، ابنة طبيب أسنان بارز في بيفرلي هيلز. يدور جدال بين سام وجورج حول فشل جورج في منحها الاهتمام الذي تحتاجه، وحقيقة أنه يستخدم تلسكوبًا لمشاهدة أحد الجيران (منتج أفلام إباحية) يؤدي أعمالًا جسدية. تشعر سام أن جورج يشكك في أنوثتها، وعند هذه النقطة تغادر سام البيت في غضب شديد. يتجسس جورج على جاره مرة أخرى في اليوم التالي، وبدون قصد يرتطم بالتلسكوب، ويسقط من حديقة بيته إلى أسفل التل، مما يجعله يفوت مكالمة سام الهاتفية. يظل جورج مهووسًا بالعروس الشابة، ويحدد موعدًا مع طبيب الأسنان مع والد العروس جيني ويعرف منه ان جيني وزوجها قد ذهبوا إلى المكسيك لقضاء شهر العسل. يكشف فحص الأسنان عن وجود فجوات في الفم تتطلب حشوات. يقوم الطبيب بحشو وخلع، وبسبب التخدير للفم وبسبب شرب جورج المفرط، يصبح في حالة سيئة وغير متماسك تمامًا. يصل جورج بيته ويرد على تليفون سام، وبسبب عدم قدرته على الكلام وتخدير فمه، تظن سام انه متسللًا وتتصل بالشرطة، التي تحتجزه تحت تهديد السلاح أثناء محاولتهم فهم كلامه المبهم. يغضب جورج من أحداث اليوم، ويزور منزل جاره للمشاركة في العربدة. تصل سام إلى بيت جورج وترى التلسكوب ومن خلاله تشاهد جورج وعربدته، مما يؤدي إلى توسيع الصدع بينهما.
يصعد جورج باندفاع على متن طائرة ويتبع المتزوجين حديثًا إلى منتجعهم في مانزانيلو، في منطقة كوليما بالمكسيك، وفي حانة هناك، يتعرف على نادل ودود، ويعزف على البيانو، ويقابل أحد معارفه القدامى، ماري لويس (دي والاس)، التي تعاني من نقص الثقة بالنفس لأنها تلوم نفسها على سلسلة من العلاقات الفاشلة.
يذهب جورج إلى الشاطئ ويشاهد جيني في ملابس السباحة وشعرها مضفرًا، ويذهله جمالها مرة أخرى، ويلاحظ أن زوجها ديفيد (سام جيه جونز)، قد نام على لوح التزلج في البحر. يستأجر جورج طوفًا، وبشكل أخرق ينجح في إنقاذ ديفيد، ويصبح بطلاً. تشاهد الحادثة سام في نشرة إخبارية تلفزيونية وتحاول الاتصال به، لكن جورج، وهو غير مدرك أنه سام، يرفض المكالمة. يدخل ديفيد المستشفى مصابًا بحروق شمس شديدة، مما يسمح لجيني وجورج بقضاء بعض الوقت بمفردهما، وبعد العشاء، وفي غرفتها تدخن جيني الماريجوانا ثم تغري جورج. يبتهج جورج في البداية حيث أن جميع تخيلاته قد تحققت، إلا أنه يشعر بالرعب عندما تتلقى جيني مكالمة من زوجها أثناء وجوده في فراشها، ويجدها تبلغ الزوج بوجود جورج، بل إنه يشعر بالارتباك أكثر عندما يستجيب ديفيد بلا أي تحفظ لوجود جورج في فراش الزوجة. تشرح جيني علاقتهما المنفتحة والصدق المتبادل، وأنهما تزوجا بسبب ضغط والدها المحافظ. يفزع جورج مدركًا أنه على النقيض من الافتتان التام بها، ولكن جيني ترى أنه ليس أكثر من «وضع غير رسمي» يؤدي إلى متعة، لذلك يرتدي جورج ملابسه ويغادر. يتصالح جورج مع سام من خلال الاعتذار وإظهار نضج جديد. يشاهد جورج من خلال تلسكوبه جاره يشتكي، من أنه قد سئم من توفير الترفيه الجنسي لجورج وعدم الحصول على شيء في المقابل. يبتعد جورج عن التلسكوب في اشمئزاز.

## استقبال الفيلم
ظهر الفيلم في دور العرض في الولايات المتحدة، وحقق مبلغ 3.526.692 دولارًا في عطلة نهاية الأسبوع الافتتاحية. استمر الفيلم ليحقق ما مجموعه 517,865,74 دولارًا في الولايات المتحدة، مما يجعله أحد الأفلام الأكثر ربحًا لعام 1979.
منح موقع الطماطم الفاسدة الفيلم تقييم 67% من واقع 24 مقالة نقد.
منح موقع ميتاكريتيك تقييم للفيلم مقداره 68%.
كتب الناقد السينمائي الكبير روجر إيبرت على صحيفة شيكاغو صن تايمز في 23 أكتوبر 2004: «يقدم المخرج بليك إدواردز كوميديا عن الشوق النهائي. مثل كل الكوميديات العظيمة، فهي تتعامل مع مشاعر قريبة جدًا من قلوبنا»، ومنح الفيلم تقييم 4 نجوم من أصل 4 نجوم.
كتب جاري أرنولد من صحيفة واشنطن بوست في 26 سبتمبر 2005: «إخفاق مضحك بشكل متقطع ومثير للاهتمام بشكل هامشي ربما تطور إلى كوميديا رومانسية لا تُنسى».

## وصلات خارجية
- 10  في قاعدة بيانات الأفلام على الإنترنت (بالإنجليزية)
- عشرة على موقع أول موفي.
- 10 على فهرس معهد الفيلم الأمريكي

https://catalog.afi.com/Catalog/moviedetails/57112 عشرة (فلم 1979)
https://www.rogerebert.com/reviews/10-1979 عشرة (فلم 1979)
https://bestclassicbands.com/10-movie-dudley-moore-4-17-19/ عشرة (فلم 1979)
https://www.filmaffinity.com/us/film502576.html عشرة (فلم 1979)